# Дембно (Бжеський повіт)
Дембно (пол. Dębno) — село в Польщі, у гміні Дембно Бжеського повіту Малопольського воєводства.
Населення — 1661 особа (2011).
У 1975-1998 роках село належало до Тарновського воєводства.

## Демографія
Демографічна структура станом на 31 березня 2011 року:
|          | Загалом | Допрацездатний вік | Працездатний вік | Постпрацездатний вік |
| -------- | ------- | ------------------ | ---------------- | -------------------- |
| Чоловіки | 817     | 190                | 545              | 82                   |
| Жінки    | 844     | 212                | 498              | 134                  |
| Разом    | 1661    | 402                | 1043             | 216                  |